# Master of Science
Master of Science, MSc, MS – zawodowy tytuł anglosaski, będący odpowiednikiem polskiego magistra i magistra inżyniera. Przyznawany jest zazwyczaj w naukach ścisłych, technicznych i przyrodniczych, jeśli program studiów na danym kierunku ma głównie charakter praktyczny i stosowany (w przypadku charakteru teoretycznego i nauczycielskiego przyznaje się częściej tytuł Master of Arts).